# Barend Brouwer
Barend Brouwer (Almelo, 14 juni 1826 - Arnhem, 24 februari 1879) was van 1871 tot 1875 voor het kiesdistrict Almelo lid van de Tweede Kamer als liberaal. Hij studeerde Romeins en hedendaags recht te Groningen, en werkte, voor zijn politieke loopbaan, als advocaat en Officier van Justitie. Brouwer bleef ongehuwd.
- Biografisch Portaal: 07395175
- Parlement.com: vg09lkyrodry